# Strojově čitelná oblast dokladů
Některé osobní doklady a související dokumenty jsou opatřeny strojově čitelnými informacemi usnadňujícími automatizované zpracování pomocí OCR. Takové údaje mají podobu několika textových řádků u spodního kraje dokladu (tak, aby bylo možné protažení čtečkou). Udaje jsou vytištěny fontem OCR-B ve velikosti Size1 (cca 14 bodů; přesně viz ISO 1073-2:1976). Obsah těchto řádek je definován v ISO 7501 respektive ICAO 9303. Délka řádku je pro různé doklady různá.

## Občanský průkaz vzor 2012
Struktura strojově čitelné zóny tvořená třemi řádky je následující:
1. První řádek:
  - kód dokladu (ID pro občanské průkazy, IR pro povolení k pobytu),
  - kód vydávajícího státu (např. CZE pro ČR),
  - číslo dokladu (doplněné znaky „<“ pokud je kratší než 9 znaků, případně zkrácené na 9 znaků, pokud je delší),
  - kontrolní číslice,
  - doplnění znaky “<” do konce řádku (řádek má celkem 30 znaků).
2. Druhý řádek:
  - datum narození (ve formátu RRMMDD),
  - kontrolní číslice,
  - pohlaví (F pro ženy, M pro muže, „<“ pokud neznámo),
  - datum vypršení platnosti (ve formátu RRMMDD),
  - kontrolní číslice,
  - kód státu státního občanství držitele (např. CZE pro ČR),
  - doplnění znaky “<”,
  - souhrnná kontrolní číslice prvního a druhého řádku (je vypočtena z posloupnosti znaků 6 - 30 v prvním řádku a znaků 1 - 7, 9 - 15 a 19 - 29 v prostředním řádku).
3. Třetí řádek:
  - příjmení (pokud je tvořeno několika slovy oddělují se znakem „<“),
  - znaky „<<“ jako oddělovač příjmení a jména,
  - křestní jméno či jména (oddělená znakem „<“, pokud je jmen více),
  - doplnění znaky “<” do konce řádku (řádek má celkem 30 znaků).

Kontrolní číslice závisí na několika znacích a ty kombinuje v jednu číslici tak, aby bylo možné detekovat chybné rozpoznání některého znaku. V takovém případě je třeba snímání strojově čitelné zóny a automatizovanou detekci písmen provést znovu. Kontrolní číslice obdobného typu se používají např. v poslední číslici rodného čísla nebo v ISBN kódu knih. Tato číslice nenese novou informaci a pouze vychází z ostatních údajů.
Je zřejmé, že všechny uvedené údaje jsou také zapsány v jednotlivých položkách dokladu, strojově čitelná zóna tedy neobsahuje dodatečné údaje o dokladu nebo jeho držiteli.

## Občanský průkaz vzor 2005
1. řádka:
1. Dva znaky – typ a podtyp dokladu
2. Tři znaky – vydavatelský stát (podle ISO 3166, Česká republika – CZE)
3. Příjmení držitele ukončené sekvencí '<<'
4. Jméno držitele ukončené sekvencí '<<' nebo koncem řádku.

Zbytek vyplněn znakem "<". Samostatný výskyt znaku '<' ve jménu a nebo příjmení má význam mezery (používá se třeba u lidí s více křestními jmény). Doplňky (Jr., II apod.) se kódují do příjmení a oddělují '<'.
2. řádka:
1. Devět znaků – číslo dokladu
2. Jeden znak – kontrolní číslice k číslu dokladu
3. Tři znaky – občanství (podle ISO 3166, Česká republika – CZE)
4. Datum narození (ve formátu YYMMDD)
5. Jeden znak – kontrolní číslice k datu narození.
6. Pohlaví (M – muž; F – žena)
7. Platnost do (ve formátu YYMMDD)
8. Jeden znak – kontrolní číslice k datu platnosti.
9. Volitelné pole proměnně délky. Podle přítomnosti/nepřítomnosti kontrolního znaku volitelného pole a souhrnného kontrolního znaku končí na konci řádku nebo jeden či dva znaky před koncem řádku.
10. Kontrolní znak volitelného pole – na některých typech dokladů chybí zcela, na jiných není vypočítán a obsahuje znak '<'
11. Volitelný souhrnný kontrolní znak přítomný pouze na některých dokladech. Pokud je přítomen, pak je vypočten ze znaků na pozicích 1-10 (číslo dokladu vč. KZ), 14-20 (datum narození vč. KZ), 22-28 (platnost do vč. KZ) a 29 – ? (volitelného pole vč. KZ)

U některých typů dokladů může délka čísla dokladu přerůst 9 znaků – v tom případě je v poli "číslo dokladu" prvních 9 znaků, místo kontrolního znaku je '<', zbývající část čísla je ve volitelném poli. V takovém případě volitelné pole neobsahuje obsah obvyklý pro daný typ dokladu a zemi vydání.
Veškeré údaje se kódují výhradně velkými písmeny anglické abecedy, arabskými číslicemi a znakem '<'. Pro vkládání dalších znaků jsou definované transkripce (např. 'Ä' → 'AE'). Jiné znaky nejsou dovoleny a nahrazují se znakem '<'.

### Postup výpočtu kontrolní číslice
Každý znak se nahradí číselnou hodnotou. Cifry jsou přímo touto hodnotou, znak '<' má hodnotu 0, znaky A–Z mají hodnoty 10–35.
Z takto získané řady se za pomoci cyklicky opakovaných vah '7','3','1' vypočte vážený součet. Kontrolní číslicí je zbytek po dělení deseti tohoto součtu.
Příklad:
```
Platnost do: 170420
   +----+----+----+----+----+----+
   |  1 |  7 |  0 |  4 |  2 |  0 |
---+----+----+----+----+----+----+
 * |  7 |  3 |  1 |  7 |  3 |  1 |
---+-----------------------------+
 = |  7 + 21 +  0 + 28 +  6 +  0 = 62 % 10 = 2
---+----+----+----+----+----+----+---------====
Kontrolní znak je 
2
```

## Speciální pravidla pro jednotlivé druhy dokladů

### Občanský průkaz CZE (starší vzor)
- Délka řádku: 36 znaků
- Typ dokladu: I
- Podtyp dokladu:
  - D – občanský průkaz
  - R – povolení k pobytu

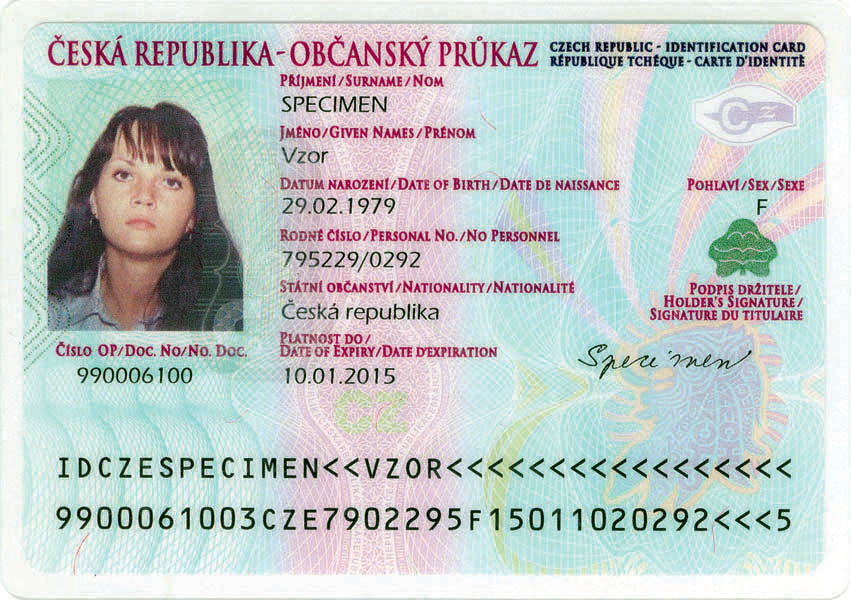
Přední strana občanského průkazu se strojově čitelnou oblastí

- Volitelné pole: druhá část rodného čísla (ta za lomítkem) doplněná výplňovým "<<<".
- Kontrolní znak volitelného pole: není uveden
- Souhrnný kontrolní znak: je uveden

### Cestovní pas CZE

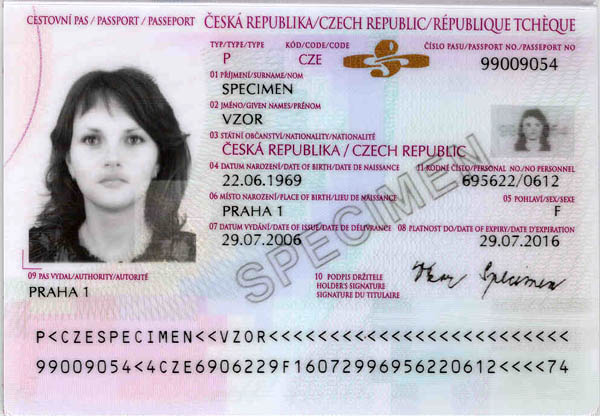
Zadní strana cestovního pasu na které se nachází strojově čitelná oblast

- Délka řádku: 44 znaků
- Typ dokladu: P
- Podtyp dokladu:
  - S – služební cestovní pas
  - D – diplomatický cestovní pas
  - < – pas bez speciálního určení
- Volitelné pole: u pasů s číslem delším než 9 znaků druhá část čísla pasu, jinak libovolný obsah určený výstavcem. V České republice – rodné číslo doplněné výplňovým "<<<<" následované kontrolním znakem volitelného pole
- Souhrnný kontrolní znak: je uveden

### Vízum vydávané zeměmi EU
- Délka řádku: 36 znaků
- Typ dokladu: V

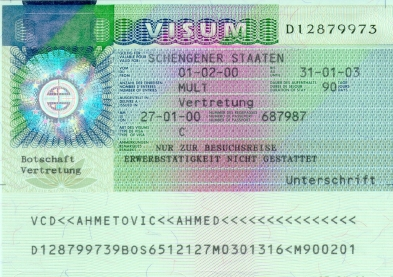
Německé schengenské vízum

- Podtyp dokladu: druh víza (A, B, C, D)
  - A : letištní průjezdní vízum
  - B : průjezdní vízum
  - C : krátkodobé vízum
  - D : dlouhodobé vnitrostátní vízum
- Volitelné pole:
  - jeden znak – územní platnost ("T" = omezená, "<" = bez omezení)
  - jeden znak – počet vstupů (1, 2, nebo "M")
  - dvě cifry – délka pobytu ve dnech nebo "<<" u dlouhodobého pobytu
  - čtyři cifry – začátek platnosti ve tvaru MMDD
- Kontrolní znak volitelného pole: není uveden
- Souhrnný kontrolní znak: není uveden